# Wan Runnan
Wan Runnan (chinesisch 万润南, Pinyin wàn nùnnán) (* 29. Oktober 1946 in Yixing, Jiangsu) ist ein chinesischer Softwareentwickler, Unternehmer und Dissident.

## Leben
Wan wurde als Sohn eines Bankiers geboren, er wuchs vor der Kulturrevolution auf und musste zunächst auf dem Land arbeiten. Von 1964 bis 1970 studierte er Maschinenbau an der Tsinghua-Universität in Peking. Nach dem Abschluss des Studiums (B.Sc.) arbeitete er bei der Chinesischen Akademie der Wissenschaften.

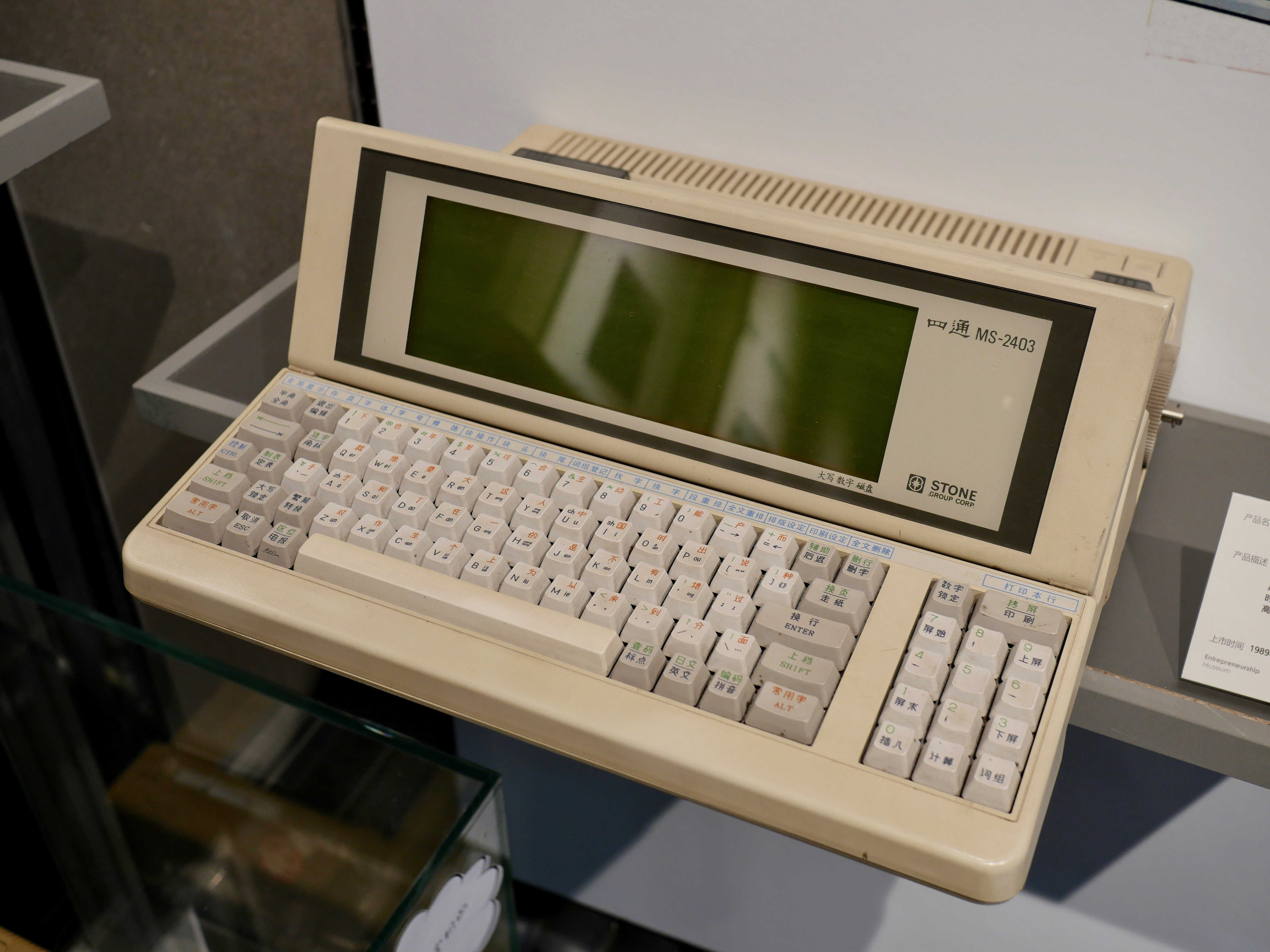
四通打字机 MS-2403

Er gründete die Firma Stone Emerging Industries Company. In den 1980er Jahren war durch die Wirtschaftsreformen nach dem Tod Maos die Zeit für eine neue Schreibmaschine gekommen. Zu dieser Zeit waren in China noch alte, ineffiziente mechanische Schreibmaschinen in Gebrauch. Wan Runnan, der Vorsitzende der Stone Emerging Industries Company, erfand eine neue Schreibmaschine, bei der zum ersten Mal die Zeichen auf einem elektronischen Speicher erschienen. Durch ein Joint Venture zwischen Stone und Mitsui wurde 1985 der MS-2400 vorgestellt, mit dem man 200 Zeichen in der Minute tippen konnte. Im Vergleich dazu schaffte eine mechanische chinesische Schreibmaschine nur 20 Zeichen in der Minute.
Zur Zeit des Tian’anmen-Massakers stellte er sich als Unternehmer auf die Seite der Studenten. Wan Runnan, der Gründer eines Elektronik-Unternehmens, unterstützte die Studenten mit Kommunikationstechnik sowie Druck- und Kopiergeräten. Mit anderen Unternehmern protestierte er vor allem gegen die Korruption der staatlichen Verwaltung.
Nach dem Tian’anmen-Massaker gründete er den Verband Föderation für ein demokratisches China in Paris, dessen Präsident er war.